# 2022년 동계 올림픽 스피드스케이팅 여자 5000m
2022년 동계 올림픽 스피드스케이팅 여자 5000m 경기는 2022년 2월 10일 중화인민공화국 베이징 국가 스피드 스케이팅 체육장에서 열렸다. 경기 결과 네덜란드의 이레너 스하우턴이 우승을 차지했으며, 며칠 전 3000m 우승과 더불어 이번 대회 2관왕을 달성하게 되었다. 은메달은 캐나다의 이자벨 웨이드먼, 동메달은 2010년·2014년 올림픽 금메달리스트인 체코의 마르티나 사블리코바에게 돌아갔다.
지난 대회 우승자인 에스메 피서르는 이번 대회에 진출하지 못했으며, 은메달리스트 마르티나 사블리코바와 동메달리스트이자 세계기록 보유자 나탈랴 보로니나는 이번 대회에 진출하였다. 2021년 세계 종목별 스피드스케이팅 선수권 대회 5000m 종목에서는 이레너 스하우턴이 우승을 거뒀으며, 나탈랴 보로니나와 카를레인 아흐테레이크터가 각각 2위와 3위를 차지했다. 올림픽 직전 열린 2021-22년 ISU 스피드스케이팅 월드컵 장거리종목 3경기에서는 웨이드먼이 선두를 달렸으며, 랑네 비클룬트, 이레너 스하우턴, 프란체스카 롤로브리지다가 뒤를 이었다. 시즌 최고 기록은 이레너 스하우턴이 2021년 10월 31일 네덜란드 헤이렌베인에서 기록한 6분 45초 69이다.
1조에서는 마리나 주예바가 승리하면서 1위를 차지했다. 트랙 레코드를 경신하였으나 올림픽 기록에는 16초 못 미친 기록이었다. 3조의 보로니나 선수가 6초 더 앞서며 선두를 빼앗았고, 4조의 바들리코바가 7초차 더 앞서 1위를 차지했다. 남은 두 조 가운데 5조의 웨이드먼은 사블리코바의 기록을 2초 앞당겼으나 올림픽 기록에 미치지 못했으며, 마지막조의 스하우턴이 마침내 올림픽 신기록을 세우며 우승을 거머쥐었다.

## 예선
여자 5000m에는 총 12명의 선수가 진출할 수 있으며, 한 국가당 최대 3명까지 출전하도록 되어 있다. 2021-22 ISU 스피드스케이팅 월드컵에서 상위 8위에 오른 선수들이 우선 출전권을 부여받고, 나머지 출전권을 부여받지 못한 선수들의 순위를 따져 상위 4위까지 부여하게 된다. 선수 3명을 모두 내보내는 국가는 월드컵 랭킹만을 기준으로 선정하게 된다.
2021년 7월 1일 올림픽 출전 기준기록이 발표되었는데 7분 20초 00으로, 지난 2018년 평창 때와 동일했다. 3000m 기준 기록은 4분 08초 00이다. 각 선수들은 국제빙상연맹 (ISU)이 공인한 대회에 출전해 해당 기록을 달성해야 하며, 기한은 2021년 7월 1일부터 2022년 1월 16일까지이다.

## 기록
경기가 열리기 전의 세계 기록과 올림픽 기록, 트랙 레코드는 다음과 같다.
| 유형 | 선수                        | 기록    | 장소                | 날짜            |
| ---- | --------------------------- | ------- | ------------------- | --------------- |
|      | 나탈랴 보로니나 (RUS)       | 6:39.02 | 미국 솔트레이크시티 | 2020년 2월 15일 |
|      | 클라우디아 페흐슈타인 (GER) | 6:46.91 | 미국 솔트레이크시티 | 2002년 2월 23일 |

이번 대회에서 다음과 같은 올림픽 신기록이 세워졌다.
| 날짜     | 조  | 선수            | 국가     | 기록    | 유형   |
| -------- | --- | --------------- | -------- | ------- | ------ |
| 2월 10일 | 6조 | 이레너 스하우턴 | 네덜란드 | 6:43.51 | OR, TR |

## 결과
| 순위 | 조 | 레인 | 이름                    | 국가                 | 시간    | 차이   | 비고   |
| ---- | -- | ---- | ----------------------- | -------------------- | ------- | ------ | ------ |
| 1    | 6  | I    | 이레너 스하우턴         | 네덜란드             | 6:43.51 |        | OR, NR |
| 2    | 5  | I    | 이자벨 와이드먼         | 캐나다               | 6:48.18 | +4.67  |        |
| 3    | 4  | I    | 마르티나 사블리코바     | 체코                 | 6:50.09 | +6.58  |        |
| 4    | 6  | O    | 프란체스카 롤로브리지다 | 이탈리아             | 6:51.76 | +8.25  | NR     |
| 5    | 5  | O    | 랑네 비클룬트           | 노르웨이             | 6:56.34 | +12.83 |        |
| 6    | 3  | O    | 나탈랴 보로니나         | 러시아 올림픽 위원회 | 6:56.99 | +13.48 |        |
| 7    | 3  | I    | 사너인트 호프           | 네덜란드             | 6:59.77 | +16.26 |        |
| 8    | 4  | O    | 오시기리 미사키         | 일본                 | 7:01.17 | +17.66 |        |
| 9    | 1  | O    | 마리나 주예바           | 벨라루스             | 7:02.91 | +19.40 |        |
| 10   | 1  | I    | 호리카와 모모카         | 일본                 | 7:06.92 | +23.41 |        |
| 11   | 2  | I    | 한메이                  | 중화인민공화국       | 7:08.37 | +24.86 |        |
| 12   | 2  | O    | 마그달레나 치슈촌       | 폴란드               | 7:21.49 | +37.98 |        |

- i : 안쪽 레인(인 코스)에서 출발.
- o : 바깥쪽 레인(아웃 코스)에서 출발.

## 범례
|  | 세계 신기록                  |  |                   | 아프리카 신기록 |                      | Q | 예선 통과 |
|  | 올림픽 신기록                |  | 북아메리카 신기록 | DNS             | 경기를 시작하지 않음 |   |           |
|  |                              |  | 아시아 신기록     | DNF             | 경기를 마치지 않음   |   |           |
|  | 국가 신기록                  |  | 유럽 신기록       | DSQ             | 실격                 |   |           |
|  | 개인 최고 기록 (개인 신기록) |  | 오세아니아 신기록 | WD              | 기권                 |   |           |
|  | 시즌 최고 기록 (시즌 신기록) |  | 남아메리카 신기록 | NM              | 기록 없음            |   |           |